# シベリア気団
シベリア気団（シベリアきだん）は、秋から冬にかけてシベリアの大陸上に居座る、低温で乾燥した気団。寒帯大陸性気団に属する。日本では冬の西高東低の気圧配置の一翼となり、日本海側に大雪、太平洋側に空っ風をもたらす。その厳しさに「冬将軍」の異名がある。
冬季に発達する広大なシベリア上空の東半分を構成している。
この寒気団は南のヒマラヤ山脈に遮られるが故に発達する。

## 外部サイト
- 『シベリア気団』 - コトバンク